# Elna Munch
Elna Munch, de soltera Sarauw (13 de junio de 1871 - 17 de noviembre de 1945) fue una feminista y política danesa del Partido Social Liberal Danés. Fue cofundadora del Landsforbundet para Kvinders Valgret ( Asociación Nacional para el Sufragio Femenino ) o LKV (1907), el más radical de los dos principales movimientos sufragistas daneses, y junto a Johanne Rambusch su principal miembro.

## Biografía
Se educó en la Escuela N. Zahle, estudió matemáticas en la Universidad de Copenhague y se convirtió en la segunda mujer matemática en graduarse de una universidad después de Thyra Eibe . Fue maestra en la escuela de Marie Kruse en 1900-1918 y se casó con el político Peter Rochegune Munch en 1902. Fue vicepresidenta de la LKV desde su fundación hasta su disolución tras la introducción del sufragio femenino en 1915. Fue la organizadora de las secciones locales de la LKV y representó a Dinamarca en los congresos de la International Woman Suffrage Alliance de 1906 a 1923. En 1918, cuando las mujeres podían ser candidatas en las elecciones nacionales, fue una de las primeras cuatro mujeres elegidas para el Folketing, el parlamento nacional danés. Ocupó su asiento hasta 1935.  Murió el 17 de noviembre de 1945 en Copenhague. Fue vicepresidenta de la LKV desde su fundación en 1907 hasta su disolución en 1915, cuando se introdujo el sufragio femenino. Fue la organizadora de las secciones locales de la LKV y representó a Dinamarca en los congresos de la Alianza Internacional por el Sufragio Femenino de 1906 a 1923. En 1918, cuando las mujeres se volvieron elegibles para las elecciones nacionales, ella se postuló y fue elegida. Es así una de las primeras cuatro mujeres diputadas del Folketing. Se sentó allí hasta 1935  .